# Estação Botujuru
A Estação Botujuru  é uma estação ferroviária, pertencente à Linha 7–Rubi da CPTM, localizada no município de Campo Limpo Paulista.

## História
A estação foi aberta inicialmente como um pequeno posto telegráfico e de sinalização, com apeadeiro, em 17 de setembro de 1908, próxima ao túnel ferroviário homônimo aberto em 1898 durante a retificação da ferrovia. Por muito tempo permaneceu como posto, sendo elevado à categoria de estação apenas em 6 de março de 1979 quando foi entregue uma nova edificação e plataformas de alvenaria para atender aos passageiros.
Desde 1 de junho de 1994 é administrada pela CPTM, sendo a terceira estação de menor movimento de toda a rede e a menos movimentada da linha.

### Projeto
A CPTM contratou o escritório Fernandes Arquitetos Associados para elaborar um projeto para a reconstrução da estação. Apresentado em 2013, o projeto prevê a construção de novas edificações de 5.967,00m², equipadas com escadas rolantes, elevadores, piso podotátil, entre outras melhorias. Inscrito no no programa PAC Mobilidade do governo federal em 2014, o projeto de reconstrução foi cancelado após perder sua verba de financiamento por conta da crise econômica de 2014 no país.

## Tabela
| Sigla | Estação  | Inauguração            | Integração               | Plataformas | Posição    | Notas                           |
| ----- | -------- | ---------------------- | ------------------------ | ----------- | ---------- | ------------------------------- |
| BTJ   | Botujuru | 17 de setembro de 1908 | Bilhete Único da SPTrans | Laterais    | Superfície | Estação reconstruída pela RFFSA |

## Ligações Externas
- Página oficial da CPTM
- Estação Botujuru no site estações ferroviárias do Brasil